# 威客
威客，是21世紀初诞生于中国大陆的一个新名词。主要指一群通过网络平台将自己的知识、技能、专长、经验等等提供给别人并且换取实际的经济收益的人。
一般文稿工作者、广告设计师、程序员所占的比例较大，因为这类工作一般比较短期，按件完成，容易整体外包，而且工作时间灵活。
一部分人还提出了“威客理论”等等，声称找到了一种新的互联网模式，将引导互联网的一场新革命，是中国的首创等等说法。但实际上这只是自由职业者或者高级咨询顾问通过网络平台来寻找项目进行交易的一种现象，在欧美已经较普遍，但中国大陆由于市场经济转型较晚，对自由职业者的社会保障和法律保障欠缺，所以在互联网威客模式出现以前，自由职业者或者独立的咨询机构较难以生存。而“威客模式”的出现，其实是网络交易成熟后，自由职业者在网络上的突然涌现。